# Collisione aerea di Rio de Janeiro
La collisione aerea di Rio de Janeiro fu una collisione aerea tra due aerei sopra Rio de Janeiro, in Brasile, il 25 febbraio 1960. Un Douglas R6D-1 (DC-6A) (BuNo 131582) della Marina degli Stati Uniti in volo da Buenos Aires-Ezeiza alla base aerea di Rio de Janeiro-Galeão si scontrò sopra la baia di Guanabara, vicino al monte Pan di Zucchero, con un Douglas DC-3 della Real Transportes Aéreos, registrato come PP-AXD, operante il volo 751 da Campos dos Goytacazes all'aeroporto di Rio de Janeiro-Santos Dumont. Lo schianto avvenne alle 16:10 ora locale a un'altitudine di 1.600 metri (5.249 piedi).
L'aereo della Marina statunitense trasportava i membri della Banda della Marina degli Stati Uniti in Brasile per esibirsi a un ricevimento diplomatico a cui partecipò il presidente degli Stati Uniti Dwight D. Eisenhower. Dei 38 occupanti dell'aereo americano, 3 sopravvissero. Tutti i 26 passeggeri e l'equipaggio dell'aereo brasiliano morirono. Le probabili cause dell'incidente sono controverse, ma includono un errore umano, sia in volo che a terra, e apparecchiature difettose.